# Dušan Lovriha
Dušan Lovriha (Dolina, 9 gennaio 1923 – Dolina, 8 gennaio 2012) è stato un partigiano, militare e politico sloveno con cittadinanza italiana.

## Biografia
Dušan Lovriha, politico e militare di nazionalità slovena, nasce il 9 gennaio 1923 a Dolina, in provincia di Trieste, nella storica famiglia dolinese dei "Bukarji". 
Il padre, Jožef, era un agricoltore di Dolina, la madre Alojzija Vodopivec, era casalinga ed anch'essa originaria di Dolina. A Dolina, ha completato la scuola elementare e successivamente apprese il mestiere di barbiere. In seguito divenne operaio a Trieste. 
Nel 1939 divenne soldato partigiano presso una brigata partigiana ad Arezzo, poi emigrò in Sicilia (a Trapani e Palermo)dove divenne capocantiere per diverse aziende. Qui si occupò anche di gestire la difficile urbanistica siciliana e come scrisse nelle sue lettere aiutò a completare milioni di strade sconnesse. 
Nel 1943 venne catturato dagli alleati e venne tenuto prigioniero in Algeria. Fu poi inviato a Napoli e a Gravina, dove c'era una base di raccolta "NUOVA JSLE". Con un gruppo d'artiglieria fu trasportato in aereo a Nikšić, in Montenegro. 
Qui con la 29ª divisione partigiana dell'Erzegovina penetrò a nord (Boka Kotorska, Nevesinje, Mostar, Sarajevo, Jajce, Lika, Karlovac, Gorski Kotar, Rijeka, Klana, Il. Bistrica, Pivka, Radovljica).
Qui rimase quindi nell'esercito popolare jugoslavo come sergente e fu congedato solo nel Marzo 1947. Tornato a casa, si impegnò immediatamente in politica, nello SKOJ (Savez komunističke omladine Jugoslavije, Unione della gioventù comunista jugoslava). Nel 1948 si avvicinò alla maggior parte dei gruppi rivoluzionari comunisti e lavorò all'interno degli Uffici d'informazione comunista. Per sei mandati, vale a dire 26 anni, è stato sindaco di San Dorligo della Valle - Dolina. Proprio durante i suoi mandati è stata costruita la maggior parte dell'infrastruttura pubblica.
Dušan Lovriha è stato anche consigliere regionale nel gruppo del Partito Comunista per due legislature, dal 1968 al 1978, durante le quali si distinse per il suo impegno per la tutela della comunità slovena in Italia, anche attraverso le norme per il ripristino della toponomastica in lingua slovena in diversi comuni del goriziano e del triestino. 